# Khirbet Khizeh

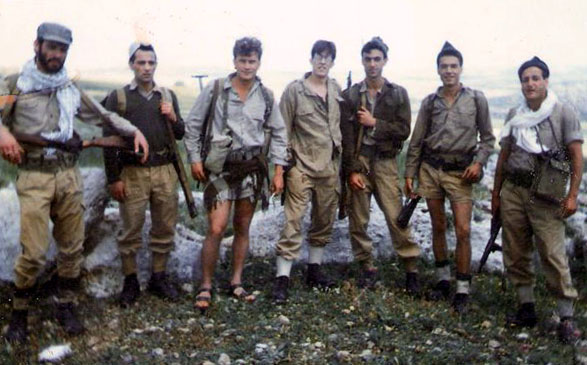
Les acteurs jouant les soldats israéliens qui expulsent les Palestiniens de leur village.

Khirbet Khizeh est un roman de l'écrivain israélien S. Yizhar publié en 1949 qui raconte l'expulsion des habitants arabes d'un village arabe fictif, Khirbet Khizeh, par la toute nouvelle armée israélienne lors de la guerre de 1948. 
Khirbet Khizeh est également le nom d'un film israélien tiré de ce roman et réalisé par Ram Loevy (en). Diffusé en 1978 sur la télévision israélienne, il est le premier film israélien à évoquer l'exode des palestiniens de leur village en 1948  (ce que les Palestiniens nomment la Nakba, la « catastrophe »). Le film fit scandale à l'époque car il attaquait l'image morale de Tsahal, l'armée d'Israël, et son réalisateur reçut des menaces de mort. Le film est sorti deux ans plus tard en Jordanie dans une version sous-titrée en arabe. Le film ne fut plus rediffusé en Israël pendant 14 ans, jusqu'à une rétrospective consacrée au cinéaste. 
À ce jour (juin 2014), seuls deux films israéliens ont traité la question de l'exode palestinien, Iyim Bachof (« Des îles sur la plage ») de Yehud Levanon (he) (2003) et Mehilot (« Grottes ») d'Udi Aloni (2006). 
Une traduction en français du roman par Laurent Schuman est parue en 2010 sous le titre Hirbat-Hiza chez Galaade éditions.